# Liste des lacs au Maroc
La Liste des lacs au Maroc répertorie la liste non exhaustive des lacs sur le territoire marocain

## Différents types de lacs
La liste ci-dessous distingue grossièrement trois catégories : les lacs de montagne, les lacs de plaine et les lacs côtiers (Lagune).